# Свети Николай (Дасилио)
„Свети Николай“ (на гръцки: Ιερός Ναός Αγίου Νικολάου Δασυλλίου) е възрожденска православна църква, енорийски храм на гревенското село Дасилио (Магер), Егейска Македония, Гърция, част от Сисанийската и Сятищка епархия.
След преместването на Магер на сегашното място от Палиохори след Орловото въстание в 1770 година, магерци построяват църква, посветена на Свети Николай. През 1870 година покривът на храма се срутва от тежестта на каменните плочи, с които е покрит. От 1870 до 1875 жителите се черкуват в църквата „Света Параскева“ в Палиохори. През 1875 г. митрополит Амвросий Сисанийски и емигранти от Магер в Цариград успяват да издействат ферман за строеж на нова църква. Храмът е построен на мястото на падналата църква и представлява голяма внушителна базилика. Проектът е дело на местния каменоделец Евангелос Котас Дзамос. На една релефна каменна плоча в северозападната част, близо до камбанарията, е красиво изобразен двуглав орел и е изписана датата „18 май 1875“. Над северния вход, водещ към женската църква, има каменна плоча с релефно изображение на Свети Николай. Над главния вход на западната страна е образът на Свети Николай. На мраморна плоча пише: „Църквата на Свети Николай, покровител на Дасилио се издигна в годината 1875 и се поднови в годината 1975 при митрополит Сятищки Антоний Комбос и ефимерий свещеник Александрос Харизопулос“. Таванът на църквата е резбован и е изработен със съдействието на магерското братство „Свети Николай“ в Цариград, основано в 1893 година от отец Николас Христидис.
Иконите на Христос Велик Ахриерей, Света Богородица, Свети Йоан Предтеча, Свети Илия, Свети Димитър, Свети Георги и Свети Антоний са дело на самаринския зограф Михаил Антониу Краяс и са датирани 15 септември 1884 година. Иконата на Свети Мина е от 11 май 1857 година. Иконите на Света Параскева и Свети Пантелеймон са датирани 15 септември 1885 година. В светилището е изписана Света Богородица Ширшая небес и други светци. Изписан е и протезисът, а на западната стена на храма е сцената „Успение на Пресвета Богородица“.
Дарохранителницата е шедьовър на резбарското изкуство, е изпратена от Георгиос Цяфакос от Цариград в 1880 година. Той дарява и църковни одежди и дървени позлатени херувими. Амвонът, проскинитариите на Свети Николай и Свети Спиридон и пангара са резбовани от Панайотис Герасопулос (Спанос). Най-старата църковна книга е Евангелие, издадено във Венеция в 1777 година.
При изграждането на църквата през 1875 г. отстрани е издигната дървена камбанария, с клепало и железен звънец. Камбаните са излети през 1897 г. от магерци, емигранти в Домокос и Ламия. В 1929 година със средства на жителите на селото и емигранти магерци в Америка е издигната каменна камбанария, украсена с релефи, която е архитектурен шедьовър. Майстор на камбанарията е Георгиос Лазос Вранкас от Чирак. На последния етаж на кулата са оставени четири големи кръгли дупки, за бъдещото изграждане на часовник. На каменна плоча пише „16 юни 1929, дело на Г. Вранкас“. Куполът е обкован с месинг. В 1987 година на кулата е монтиран часовник с четири циферблата.